# ويليام بي. أليسون
ويليام بي. أليسون (بالإنجليزية: William B. Allison)‏ هو محامي وسياسي أمريكي، ولد في 2 مارس 1829 في بيري في الولايات المتحدة، وتوفي في 4 أغسطس 1908 في دوبوك في الولايات المتحدة. حزبياً، نشط في الحزب الجمهوري. وقد انتخب عضو مجلس النواب الأمريكي عن دائرة Iowa's 3rd congressional district ‏ (4 مارس 1863 – 3 مارس 1871) وانتخب عضو مجلس الشيوخ الأمريكي.

## روابط خارجية
- ويليام بي. أليسون على موقع الموسوعة البريطانية (الإنجليزية)
- ويليام بي. أليسون على موقع إن إن دي بي (الإنجليزية)